# Военно-воздушные силы Гаити
Военно-воздушные силы Гаити (фр. Corps d’Aviation d’Haiti) — один из видов вооружённых сил Республики Гаити, они были созданы в 1943 году и прекратили существование в 1994 году.

## История
Первые сведения о желании создать военную авиацию относятся ко второй половине 1930х годов, когда лейтенант гаитянской жандармерии G. Edouard Roy обратился к командованию с просьбой разрешить ему обучение на пилота. В результате, правительство оплатило половину стоимости его учёбы в США (вторую половину суммы он оплатил самостоятельно) и после успешного завершения обучения в ноябре 1938 года вернулся на Гаити.
После начала Второй мировой войны в 1939 году он был отправлен в США с письмом от президента Гаити (с предложением правительству США использовать в своих целях все четыре аэродрома на острове).
В декабре 1941 года, вслед за США, Гаити объявила войну Германии, а США начали оказание военно-технической помощи Гаити (хотя непосредственного участия в боевых действиях Гаити не принимала). После того, как на остров прибыла военная миссия корпуса морской пехоты США, лейтенант был прикомандирован к миссии. В это же время правительство США официально разрешило поставки авиатехники на Гаити по программе ленд-лиза.
12 июня 1942 года на Гаити были доставлены шесть учебно-тренировочных самолётов Douglas O-38E (которые могли быть оснащены авиабомбами) и американцы начали обучать нескольких гаитянских пилотов. 8 ноября 1942 года биплан с гаитянским пилотом на борту совершил первый вылет на патрулирование побережья острова. В дальнейшем, четыре из шести самолётов были разбиты в ходе обучения пилотов и 1 апреля 1943 года вылеты на патрулирование прекратили (позднее из четырёх разбитых O-38E был собран один работоспособный биплан, получивший бортовой номер «4001»).
18 февраля 1943 года из США прибыли четыре учебно-тренировочных самолёта Taylorcraft L-2B, но уже 26 марта 1943 года гаитянский курсант разбил один из них (врезавшись в каменное здание при выполнении самостоятельного полёта).
17 апреля 1943 года из США был отправлен один самолёт Luscombe Model 8A Silvaire (23 сентября 1943 года он был повреждён при жёсткой посадке, длительное время находился в ремонте и числился в составе ВВС до января 1949 года).
В июле 1943 года из США прибыл транспортный самолёт Cessna UC-78, 18 сентября 1943 года — два вооружённых тренировочных самолёта AT-6D, а позднее — три тренировочных Vultee BT-13A.
В 1943 году были созданы военно-воздушные силы Гаити.
17 мая 1944 года два из оставшихся бипланов O-38E (бортовые номера 3015 и 4006) были признаны непригодными к эксплуатации по техническому состоянию (хотя формально они числились в составе ВВС вплоть до списания в ноябре 1948 года).
В январе 1945 года из США прибыли три Cessna UC-78 и в это же время правительство Гаити купило в США три списанных учебных самолёта Fairchild PT-19A.
После окончания войны началась распродажа снятых с вооружения США самолётов, и во втором полугодии 1945 года Гаити купила один Beech-45B (ставший личным самолётом президента Гаити), в сентябре 1948 года — списанный самолёт C-45F, а в ноябре 1948 года — транспортный C-47-DL. Также велись переговоры о покупке трёх истребителей P-47D (и США дали согласие на продажу трёх истребителей этого типа, но в конечном итоге они куплены не были).
По состоянию на 1948 год на вооружении имелось 15 самолётов.
В июне 1949 года Гаити купила за 1500 долларов обломки разбившегося на Кубе самолёта С-47 ВВС США (которые использовались в качестве источника запчастей для ремонта гаитянского C-47-DL), в июле 1950 года был куплен C-47B-45-DK.
В 1950 году США передали Гаити шесть истребителей F-51D «Mustang», снятых с вооружения ВВС США, которые прибыли на остров в апреле — июле 1951 года (и оставались на вооружении до списания в 1973—1974 гг. по техническому состоянию).
После разгрома подготовленной США «бригады 2506» в сражении у Плайя-Хирон 14-19 апреля 1961 года, во второй половине 1961 года правительство США начало разработку плана второго крупномасштабного вторжения на Кубу, предусматривавшего вторжение смешанных отрядов кубинских эмигрантов и гаитянских формирований Дювалье. Следствием этого плана стало увеличение военной помощи режиму Дювалье, что привело к увеличению численности войск и военизированных формирований Гаити. Ещё одним следствием стало принятое в феврале 1962 года обязательство США построить в Порт-о-Пренс современный аэропорт.
Во время Карибского кризиса 1962 года Гаити предоставила порты и аэродромы в распоряжение США, но непосредственного участия в конфликте вооружённые силы Гаити не принимали. На базе ранее существовавшего полевого аэродрома «Bowen Field» на окраине города Порт-о-Пренс был построен аэропорт имени Дювалье, ставший основным местом базирования ВВС страны (позже он был переименован в аэропорт имени Туссен-Лувертюра).
В сентябре 1964 года из штата Флорида на Гаити контрабандой были доставлены два T-28A (после этого участвовавший в сделке консул Гаити был выдворен из США).
В 1969 году военно-воздушные силы Гаити насчитывали 250 человек, 25 боевых и 15 транспортных и иных самолётов.
В 1975—1976 гг. военно-воздушные силы Гаити насчитывали 200 человек, несколько штурмовиков и до 20 транспортных самолётов и вертолётов.
В сентябре 1982 года один полученный по ленд-лизу самолёт AT-6D был продан в США.
В 1983 году военно-воздушные силы Гаити насчитывали 250 человек со стрелковым оружием и несколько единиц авиатехники. В январе 1984 года два Т-28А были проданы в США.
В конце 1992 года военно-воздушные силы Гаити насчитывали 150 человек.
13 октября 1993 года, после того, как правительство Гаити отказалось допустить на остров сотрудников ООН, Совет Безопасности ООН принял резолюцию № 873, которая установила запрет на поставки оружия на Гаити. Введённое эмбарго осложнило техническое обслуживание и ремонт авиатехники ВВС Гаити и снизило их боеспособность.
В сентябре 1994 года в результате военного вторжения США и последовавшей оккупации страны ранее существовавшие вооружённые силы (в том числе, ВВС Гаити) и полиция были расформированы, вместо них под контролем США и ООН началось формирование национальной полиции (вооружённой только стрелковым оружием и не имевшей бронетехники, тяжёлого вооружения и авиатехники).